# バイーアオレンジ

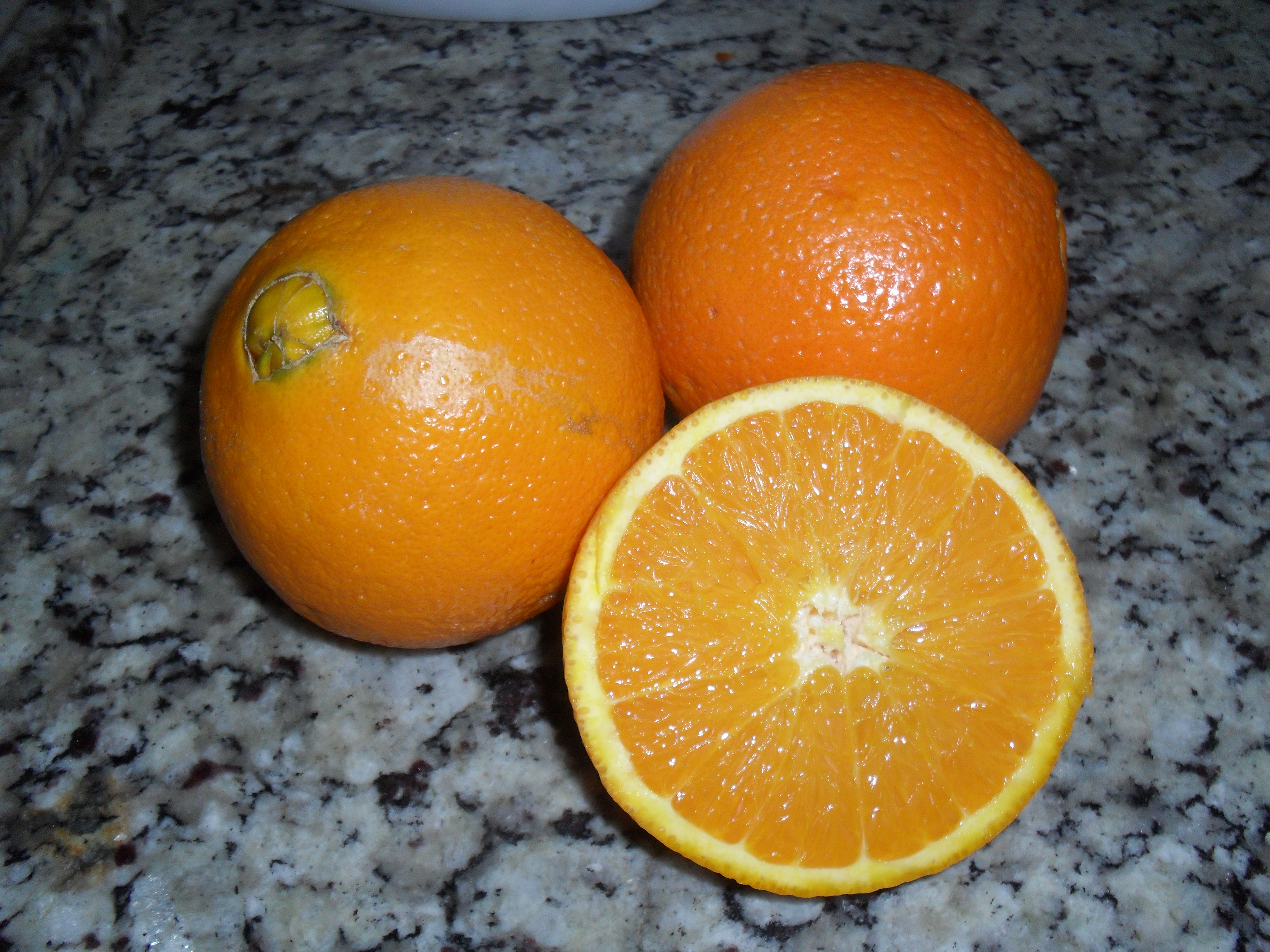
バイーアオレンジ

バイーアオレンジ（葡: Laranja-da-Bahia）は柑橘類の内ミカン属に分類されるオレンジの一種である。別名としてポルトガル語でラランジャ・デ・ウンビーゴ（laranja-de-umbigo、へそのあるオレンジの意で、ネーブルオレンジと同義）とも呼ばれる事からバイーアネーブルとも呼ばれる。

## 特徴

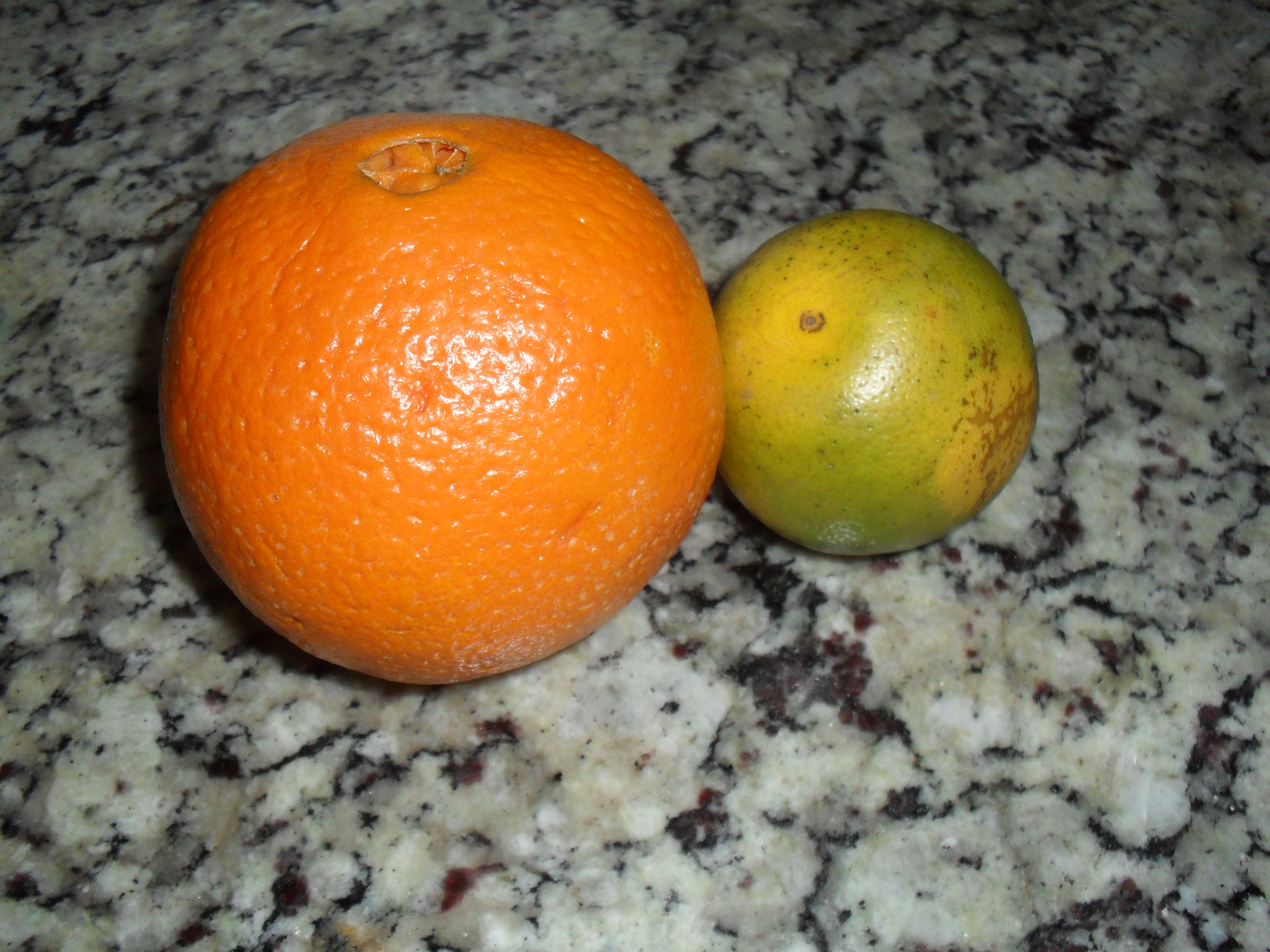
左が本種、右は温州ミカン。

この品種の名称は主に栽培されているバイーアにちなむ。本種は種子がなく果皮はオレンジ色が強くやや厚みがあるものの 、剥くのは容易で、砂瓤は明るいオレンジ色である。オレンジとしては大型で、果頂部にネーブルオレンジと同様の突起があり、そのためラランジャ・デ・ウンビーゴと呼ばれる。この"へそ"の部分は実際には双子のオレンジというべきもので、完全に成長しきれなかったものである。
成木一本当たり150～250kgの果実が収穫でき、収穫期は4月から6月で、ピークは5月である。
主にサラダ等生食に用いられる。

## 歴史
本種は1800年頃にバイーア周辺で自然の突然変異で発生し、原種はセレッタオレンジだとされている。
ブラジル国外の米国カリフォルニア州のリバーサイド等でも栽培されており、そのため世界的にはワシントンネーブルと呼ばれる。